# Roter Türmer Verlag

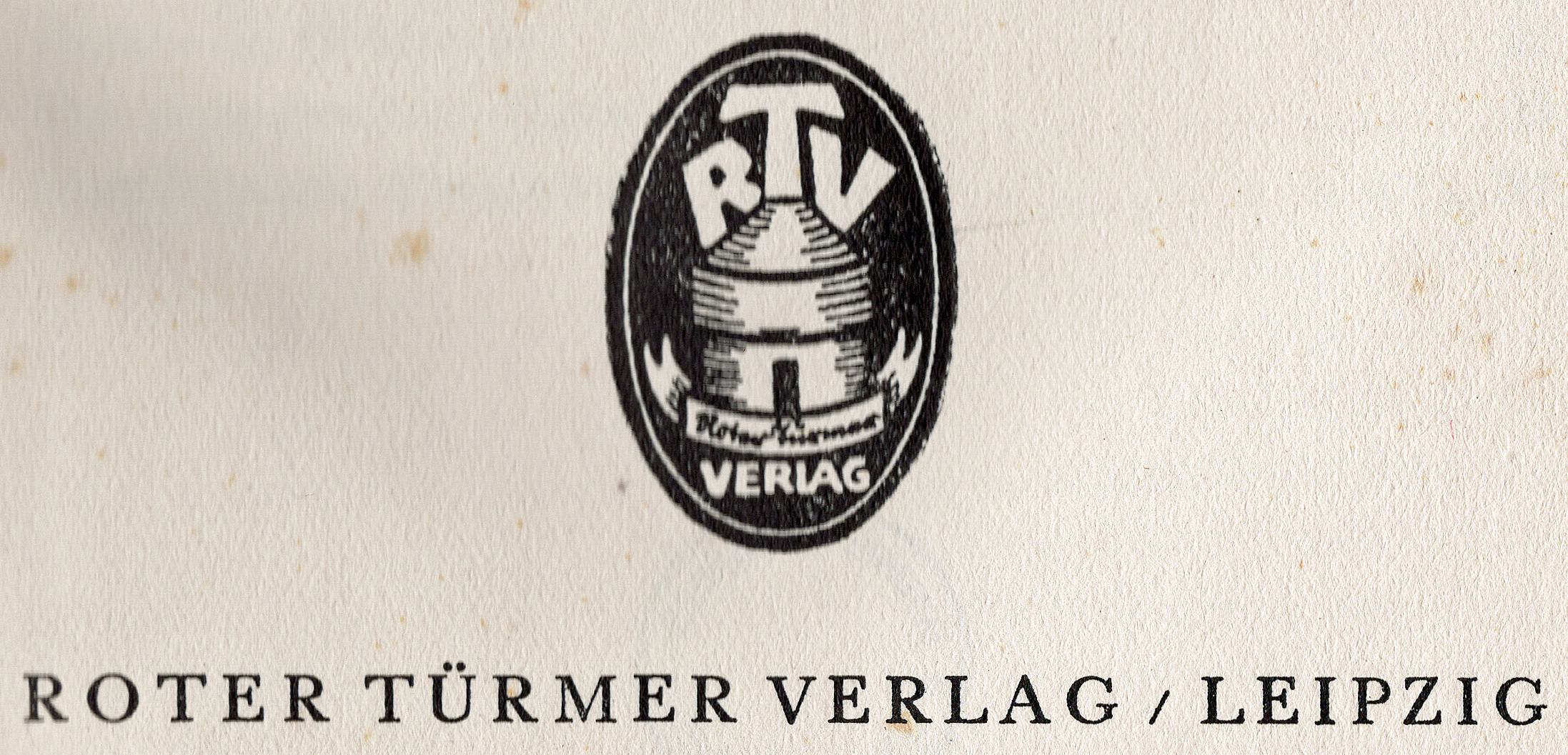
Verlagssignet (1925)

Der Rote Türmer Verlag war ein kleinerer linksgerichteter Verlag in Leipzig, der von 1925 bis 1930 bestand.

## Geschichte
Der Verlag wurde 1925 vom Leipziger linken Sozialdemokraten Fritz Kühn gegründet, der schon zuvor publizistisch tätig war. Er leitete den Verlag auch bis zu dessen Ende.
Der Verlag veröffentlichte in der Weimarer Republik insbesondere proletarische Prosa und Lyrik. 1925 edierte Fritz Kühn die erweiterte und verbesserte Anthologie Nie wieder Krieg! Dem Vorkämpfer Friedrich Adler gewidmet. Diese enthielt 25 Texte u. a. von Arthur Crispien, Hellmut von Gerlach, Karl Liebknecht, Karl Neumann (alias Max Dortu), Ernst Niekisch, Adelheid Popp, Johannes Sassenbach, Clara Schuch, Helene Stöcker und Ernst Toller und Illustrationen so bedeutender Künstler wie Otto Dix, Käthe Kollwitz und Frans Masereel. Das Buch hatte beim Roter Türmer Verlag 1925 seine dritte erfolgreiche Auflage, die beiden ersten erschienen 1924 unter Kühn noch bei der Leipziger Buchdruckerei A. G.
In einem Essay hieß es 1927: „Es ist dem Verlag zum Teil gelungen, die Bücher in guter Form und entsprechender Illustration herauszubringen. Der proletarische Rote Türmer Verlag ist eine Notwendigkeit. Er kann ein festgefügter roter Turm für das Proletariat innerhalb der babylonischen Geistesverwirrung werden. Abwarten! Und – mithelfen!“.
Ab etwa 1928 benannte man sich in Roter Türmerverlag um. Nachweisbar sind Titel aus den Jahren 1925 bis 1928, diese allerdings mit prominenter Verfasserschaft und Bebilderung. Der Verlagssitz war in der Leutzscher Straße 38 in Leipzig. Das Unternehmen wurde 1930 aus dem Handelsregister gelöscht, das Verlagsprogramm übernahm der Arbeitertheater-Verlag von Alfred Jahn.

## Nachgewiesene Editionen des Verlages
- Hans Honheiser[5]: Verdorben, gestorben. Eine Arme-Leute-Geschichte. Leipzig 1925, DNB 573834806.
- Erich Grisar: Das atmende All. Gedichte. Leipzig 1925, DNB 573561796
- Kurt Kläber: Revolutionäre. Erzählungen aus den Kämpfen des Prolitariats 1918–1925. Illustrationen von Maria Braun.  Leipzig 1925, DNB 574327797.
- Fritz Kühn (Bearb.): Nie wieder Krieg. Dem Vorkämpfer Friedrich Adler gewidmet. Leipzig-Lindenau 1925.[1]
- Walter Steinbach: Proletarische Gedichte. Ernst Toller, dem Revolutionär gewidmet. Leipzig 1925, DNB 577468804
- Walter Steinbach: Die roten Strassen. Gedichte. Illustrationen von Max Schwimmer. Leipzig 1925, DNB 577468847
- Kurt Eisner: Wachsen und Werden. Aphorismen, Gedichte, Tagebuchblätter, Dramatische Bruchstücke, Prosa usw. Leipzig 1926, DNB 572988117
- Hans Honheiser: Wir Arbeiter. Gedichte aus Nacht und Morgen. Mit einer Einführung von Gustav Schweitzer. Leipzig 1927, DNB 573834784.
- Fritz Sternberg: Marxistische Probleme. Leipzig 1928.[6]